# Batracomorphus cossus
Batracomorphus cossus är en insektsart som beskrevs av Knight 1983. Batracomorphus cossus ingår i släktet Batracomorphus och familjen dvärgstritar. Inga underarter finns listade i Catalogue of Life.